# سسنا ۲۰۶
سسنا ۲۰۶ (به انگلیسی: Cessna 206) یک هواگرد ساختِ کارخانهٔ سسنا در کشور ایالات متحده آمریکا است که در سال ۱۹۶۲-۱۹۸۶ ساخته شد. نخستین استفاده‌کنندهٔ این هواپیما فلایت آلاسکا بوده‌است.